# Presidi (cònsol 494)
Presidi (en llatí: Flavius Praesidius; fl. 494) va ser un polític romà, cònsol l'any 494, juntament amb Turci Rufus Apronià Asteri, tots dos nomenats per la cort ostrogoda de Teodoric el Gran.